# Pendleton Murrah

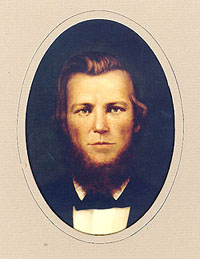
Pendleton Murrah

Pendleton Murrah (* 1826 ? in Alabama oder 1827 in South Carolina; † 4. August 1865 in Monterrey, Mexiko) war der letzte Gouverneur von Texas während des Sezessionskriegs.
Murrah graduierte 1848, zog nach Alabama und 1850 auf Grund seiner Tuberkulose in das trockenere Klima von Texas, wo er sich der Demokratischen Partei anschloss. 1855 ließ er sich erstmals als Kandidat aufstellen, schaffte einen Sitz im Repräsentantenhaus aber erst 1857. 1862 diente er als Quartiermeister im 14. texanischen Infanterie-Regiment. Bedingt durch seine Krankheit konnte er sich während des Sezessionskrieges 1863 von der Armee lösen und als Gouverneur kandidieren, was auch mit Erfolg gekrönt war. Am 5. November 1863 wurde er als Nachfolger von Francis R. Lubbock Gouverneur von Texas und blieb bis zum Juni 1865, dem Zusammenbruch der Konföderierten Staaten, im Amt. Sein Nachfolger wurde in der Übergangszeit von Anfang Juni bis zum 19. Juni 1865 Fletcher Stockdale.
Nach dem Ende des Sezessionskrieges flüchtete Murrah vor den Unionstruppen nach Monterrey in Mexiko. Die anstrengende Flucht war für seinen durch die Tuberkulose bereits geschwächten Körper zu viel und er starb wenige Tage nach seiner Ankunft.